# Mark-8

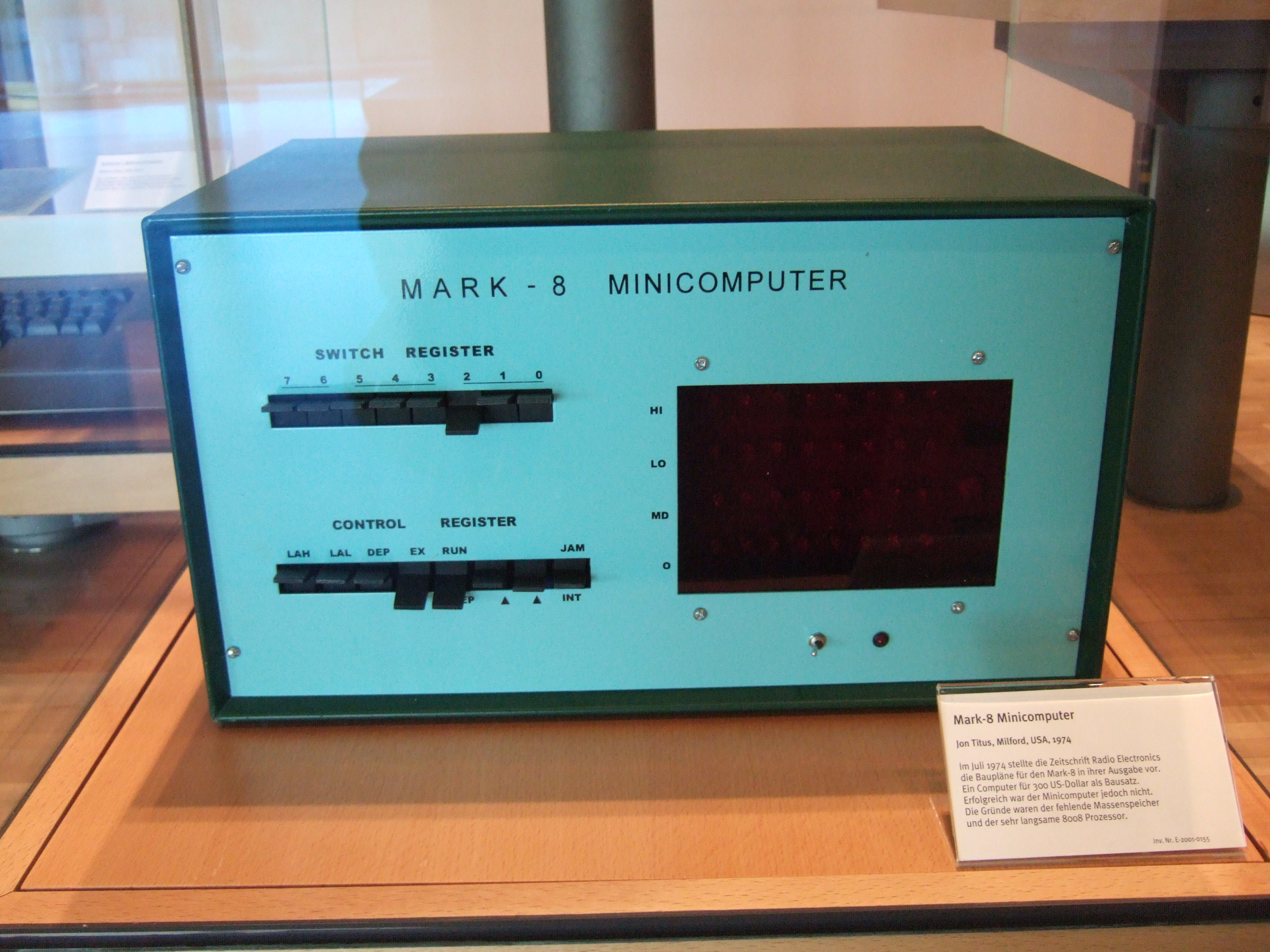
Mark-8

Mark-8 ist ein Mikrocomputer-Design aus dem Jahre 1974, das auf dem Intel 8008 basierte. Mark-8 wurde durch den Absolventen Jonathan Titus entworfen und wurde als Bausatz zur Selbstmontage in der Juli-Ausgabe von Radio Electronics vorgestellt.
Dabei wurde eine Broschüre für 5 US-Dollar angeboten, in der die Platinenlayouts, Anleitungen und Beschreibungen zur Konstruktion dokumentiert waren. Titus handelte mit einer Firma aus New Jersey ein Angebot aus, mit dem die Leser für 50 US-Dollar die benötigten Platinen bestellen konnten. Ein paar tausend Broschüren und mehrere hundert Platinen wurden verkauft. Angehende Konstrukteure des Mark-8 mussten die verschiedenen Elektronik-Bauteile aber selbst organisieren.
Mark-8 wurde in R-E als „Your Personal Minicomputer“ vorgestellt. Mit dem Wort „Minicomputer“ war das gemeint, was später und bis heute allgemein als Mikrocomputer bezeichnet wird.
Obwohl er kommerziell nicht sehr erfolgreich war, brachte Mark-8 die Redakteure von Popular Electronics dazu, im Januar des folgenden Jahres mit dem Altair 8800 ein ähnliches, aber zugänglicheres Mikrocomputer-Projekt zu publizieren.